# Tajska
Tájska, uradno Kraljevína Tájska, je obmorska država, ki leži na polotoku Indokina v jugovzhodni Aziji. Nahaja se v središču Indokinskega polotoka in obsega 513.120 kvadratnih kilometrov. Na vzhodu meji na Laos in Kambodžo, na jugu na Tajski zaliv in Malezijo ter na zahodu na Andamansko morje in Mjanmar. Tajska je znana tudi kot Siam, kar je bilo uradno ime države do 11. maja 1949. Beseda Thaj v tajščini pomeni »svoboden«, a tudi tajski narod; nekateri prebivalci, predvsem številčna kitajska manjšina, tako še vedno uporabljajo ime Siam.
S 66 milijoni prebivalcev je 22. najbolj naseljena država na svetu. Glavno mesto je Bangkok. Po politični ureditvi je Tajska ustavna monarhija in parlamentarna demokracija, pri čemer je stanje v državi nekoliko nestabilno, z več državnimi udari in krajšimi obdobji vojaške diktature v novejši zgodovini. Valuta je tajski baht.
V času zahodnega imperializma v Aziji je Siam ostal edini narod v tej regiji, ki se je izognil kolonizaciji tujih sil. Siamski sistem upravljanja je bil v času vladavine Čulalongkorna centraliziran in preoblikovan v sodobno enotno absolutno monarhijo.
Tajska je ustanovna članica Zveze držav Jugovzhodne Azije (ASEAN), zunanjepolitično pa je tudi tesna zaveznica Združenih držav Amerike. Ima visok indeks človekovega razvoja in je druga najpomembnejša gospodarska sila v Jugovzhodni Aziji. Uvrščajo jo med novo industrializirane države; najpomembnejše gospodarske panoge so industrija, kmetijstvo in turizem.